# 高通

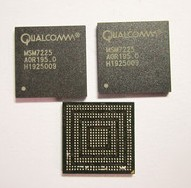
高通MSM7225晶片

高通公司是位于美国加州聖地牙哥的半導體暨无线电通信技术研发公司，由加州大学圣地亚哥分校教授厄文·馬克·雅各布和安德鲁·维特比创建，于1985年成立。两人此前曾共同创立Linkabit。公司名“Qualcomm”源于“Quality Communications”，即“高品質通信”。

## 公司概況
高通公司的第一个产品和服务包括OmniTRACS卫星定位和传讯服务，广泛应用于长途货运公司，和专门研究集成电路的无线电数字通信技术，譬如维特比解码器。
高通公司在CDMA技术的基础上开发了一个数位蜂巢式通信技术，第一个版本被规范为IS-95标准。后来开发的新产品使用同样的主题，包括IS-2000和1x-EVDO。高通曾开发和销售CDMA手机和CDMA基站设备。目前是全球二十大半導體廠商之一。作为一项新兴技术，CDMA、CDMA2000正迅速风靡全球并已占据20%的无线市场。截止2012年，全球CDMA2000用户已超过2.56亿，遍布70个国家的156家运营商已经商用3G CDMA业务。包含高通授权LICENSE的安可信通信技术有限公司在内，全球有数十家OEM厂商推出EVDO移动智能终端。2002年，高通公司芯片销售创历史佳绩；1994年至今，高通公司已向全球包括中国在内的众多制造商提供了累计超过75亿多枚芯片。
近年来公司把其基站业务和手机研发业务分别卖给爱立信和京瓷，现在主要从事开发、无线电技术许可和出售他们的ASIC。高通公司的其他业务包括开发Globalstar卫星系统（与劳拉空间与通信公司的合资公司）、物聯網、車用電子、邊緣運算和一个合资企业在数字电影方面与彩色印片法。他还开发了BREW（Binary Runtime Environment for Wireless）手机平台。并且维护和售卖Eudora电邮程序。
2011年，併購創銳訊公司。
2014年10月15日，高通宣布併購藍牙大廠CSR。
2016年10月27日，高通宣布計劃以每股110美元現金，斥資378.8億美元收購恩智浦半導體，這項收購交易包括債務在內，總值高達470億美元。根据反垄断法，交易需要得到九個國家的監管機構審批才能完成，因此曾先后29次延后收购提案截止日期，收购价亦提高至440亿美元。
2017年11月6日，博通计划以60美元現金加10美元股份的配比，合共每股70美元，涉資超過1300億美元收購高通。2017年11月13日，高通全體董事一致正式拒絕博通收購提案，該公司董事會一致認為，以高通在行動技術的領導地位，以及未來成長潛力來看，博通的提議明顯低估高通的價值。
2018年3月12日，美國總統川普發布行政命令，以國家安全為由阻擋這起併購案。川普聲明表示：「依據可信的證據，我認為博通併購高通可能妨礙美國國家安全。」
2018年7月25日，高通宣布放弃收购恩智浦，并向恩智浦支付20亿美元的分手费。由於中国商务部发布《关于经营者集中申报的指导意见》表示，经营者集中只要在全球年营业额合计超过100亿人民币，并且至少两家经营者上一年度在中国境内营业额超过4亿人民币，那么就应该向中国商务部申报，以进行反垄断审查。但高通向中国申报过程中恰逢中美贸易争端，收购迟迟未能获得中国的批准，高通不得不放棄收購。而在终止收购后，其会回购三百亿美元的股份，为股东创造最大价值。
2018年9月高通指控苹果公司窃取芯片机密：帮英特尔提高芯片性能，控訴並提交至美国加州高等法院。高通方面认为，苹果的最终目标是将英特尔產品水準提高至高通水準，之後蘋果就有兩間供應商可選，從而讓兩公司廝殺獲得比價利益。
2019年4月16日，法庭辩论刚刚开始时，高通、苹果突然发表联合声明宣布和解。苹果将会支付一笔未披露的款项给高通，同时双方达成一份六年的专利授权协议。高通将重新为苹果提供调制解调器芯片。声明公布数小时后，英特尔宣布将停止移动设备5G调制解调器产品的开发。
2021年1月13日，高通以14億美元收購晶片初創公司NUVIA，並將其技術應用到智能手機、筆記本電腦和汽車處理器領域。
2021年7月2日，高通宣布现任公司总裁克里斯蒂亚诺·安蒙（英語：Cristiano Amon）正式就任高通第四任CEO。
2024年9月21日，高通于当日放出消息称计划收购英特尔。

## 产品
OmniTRACS是一个为运输市场而设计集群通信技术，在2005年夏季，已有56万7千个单元的运输伙伴应用在四大洲。

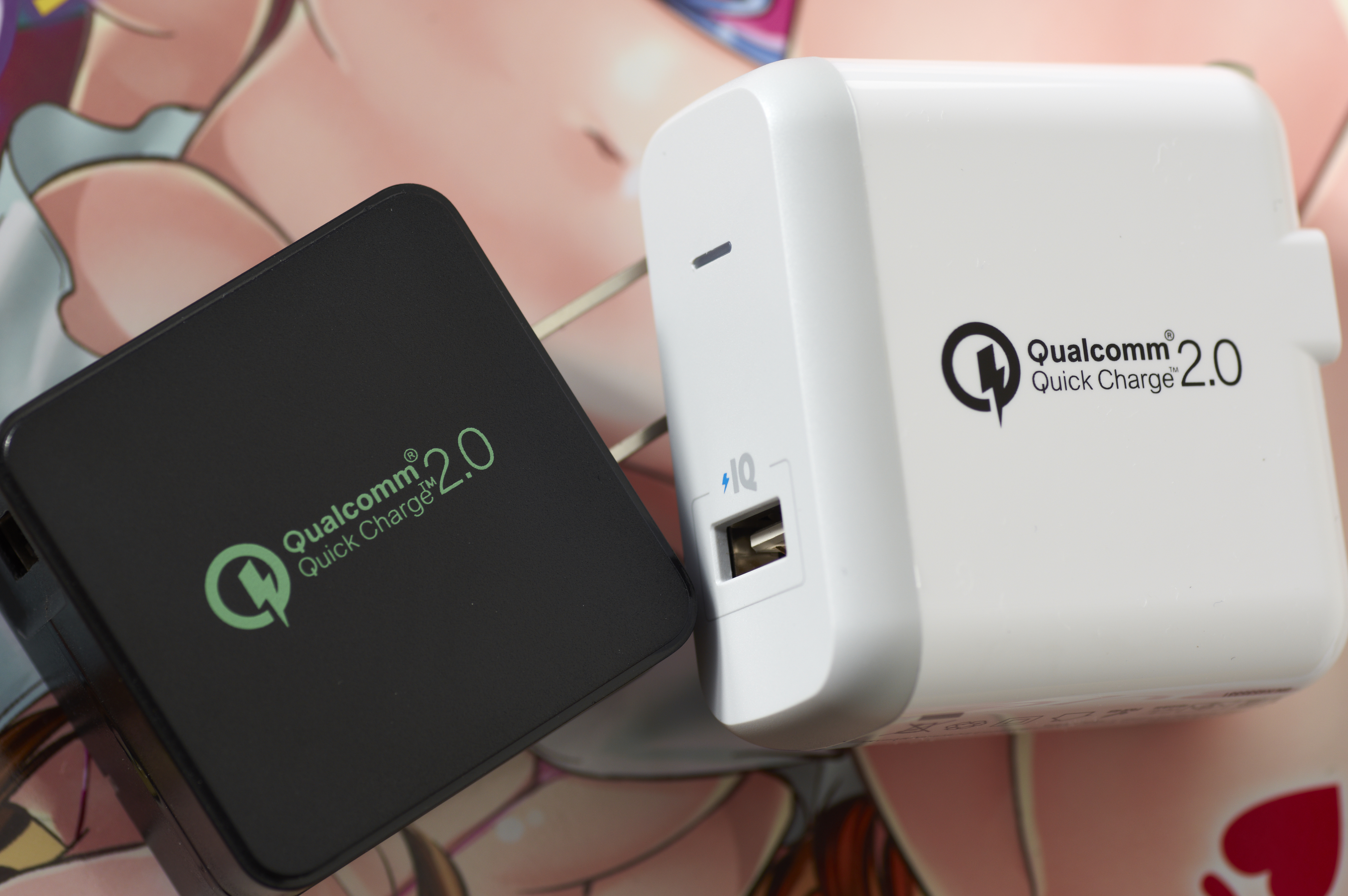
支援高通Quick Charge2.0規格的USB充電器
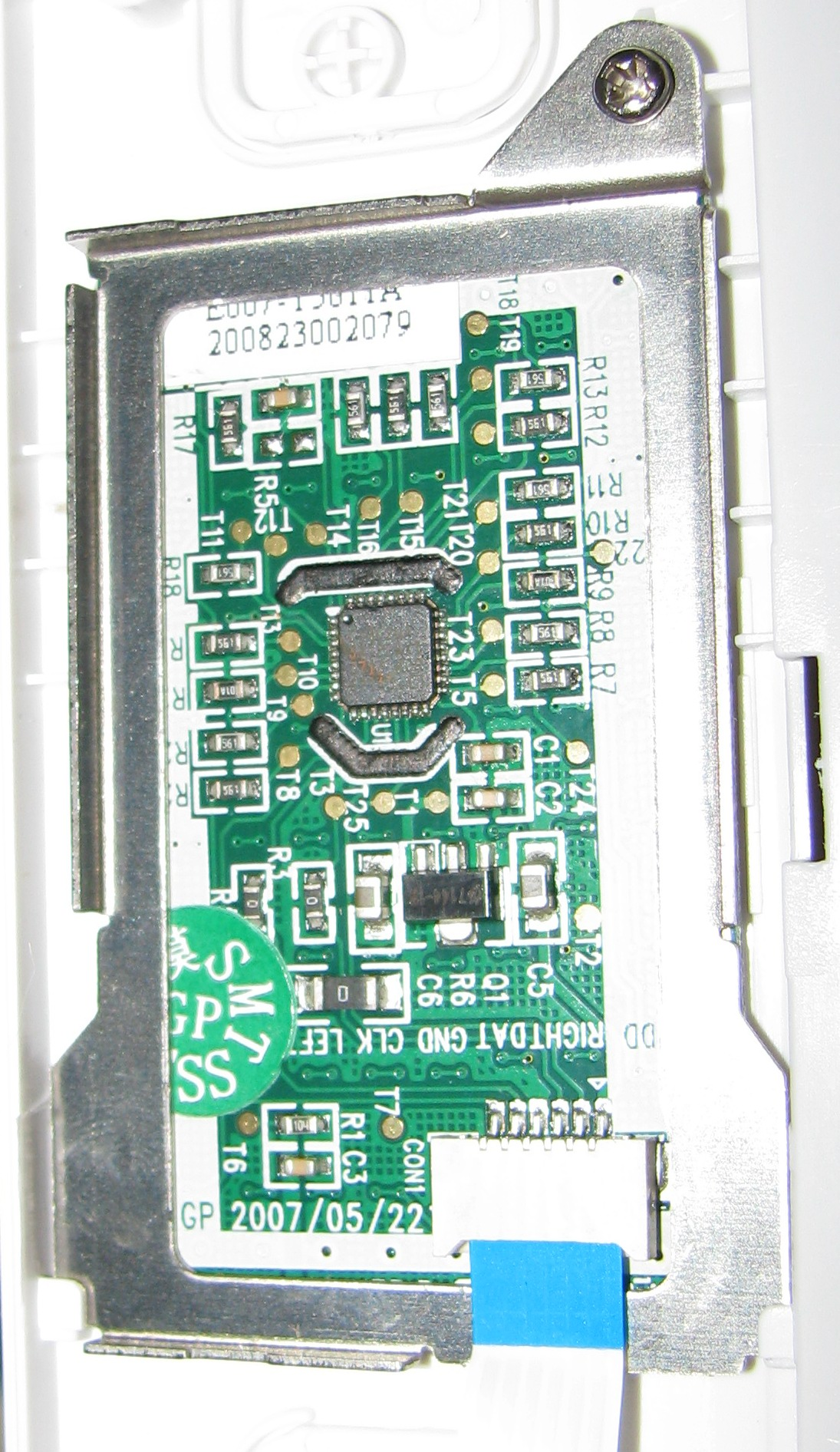
ZyDAS模組
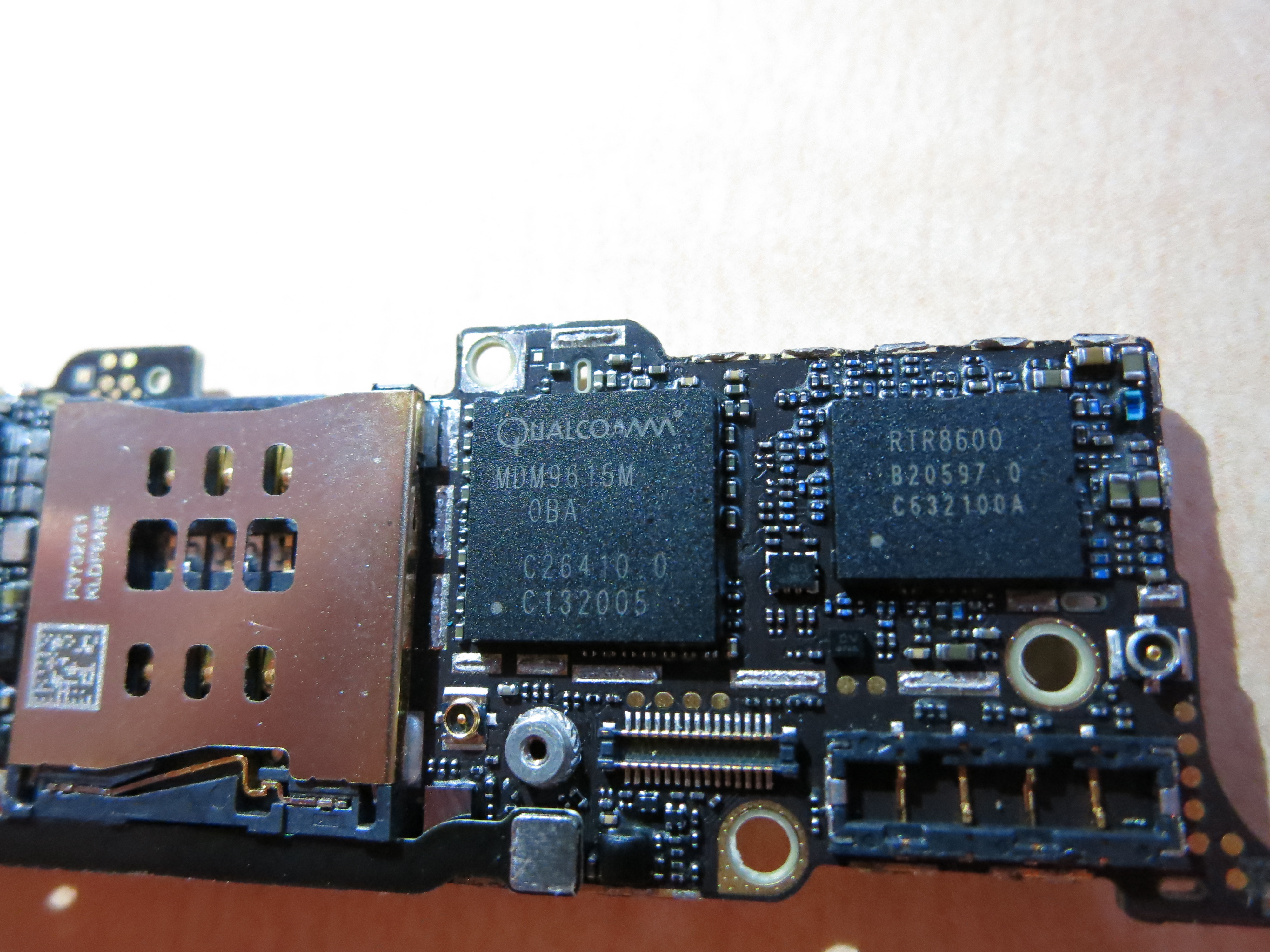
MDM9615模組
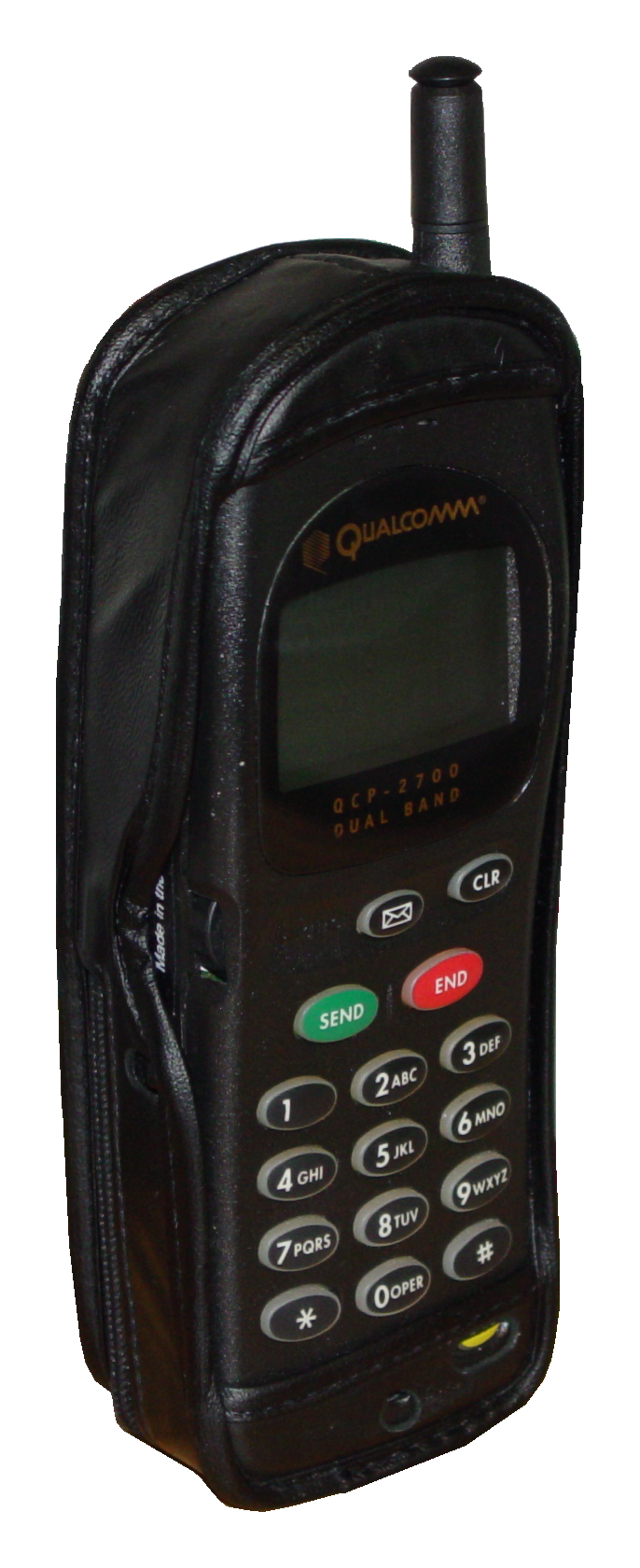
高通QCP-2700手机（1997年）

高通公司设计各种ARM架构的CDMA，專为移动站点调制解调器设计的芯片（MSM系列），基带无线电芯片和电源处理芯片。这些晶片組卖给移动电话制造商，譬如京瓷、摩托罗拉和HTC、三星電子集成到CDMA多元手机裡。此外，高通公司還會与移動電話製造商合作提供定制芯片，如为三星Galaxy S25 Ultra提供的骁龙8至尊版for Galaxy芯片等。
高通公司過去设计、维护和销售电子邮件软件Eudora。

## 移动通信标准之一
CDMAOne (IS-95)是高通基于早期第三代移动通信技术CDMA研发的标准，也是高通最早商业化的无线蜂窝网络通信标准。
目前，高通是持有高级3G移动网络技术专利权最多的公司，这其中包括｛CDMA1X、CDMA2000【Ev-DO（Rev.A、Rev.B）】｝及其衍生技术；WCDMA、HSPA（WCDMA的高速版）及其衍生技术；TD-SCDMA以及部分4G技术专利。这些发明和其衍生物产生的专利授权已经成了高通的一项主要业务。
现在使用的UMTS技术的空中接口的主体是基于高通的专利，这为高通带来了可观的专利费。同时带来了一系列关于专利的法律诉讼和反垄断申诉。2005年由移动设备制造商爱立信、诺基亚、NEC、松下和德州仪器向欧盟委员会提起反垄断投诉，2007年，欧盟委员会开始就高通是否滥用其在3G网络市场的优势地位展开调查。2008年，诺基亚宣布一次性支付22.9亿美元与高通达成部分专利认可。虽然中国表示其3G技术TD-SCDMA在开发上极大的避免了高通的专利，但是高通認為该标准依然侵犯了高通许多专利。
2011年6月，高通宣布将会发布一套应用程序接口，使得基于网络的应用程序能够更紧密地与硬件结合。

## 垄断问题

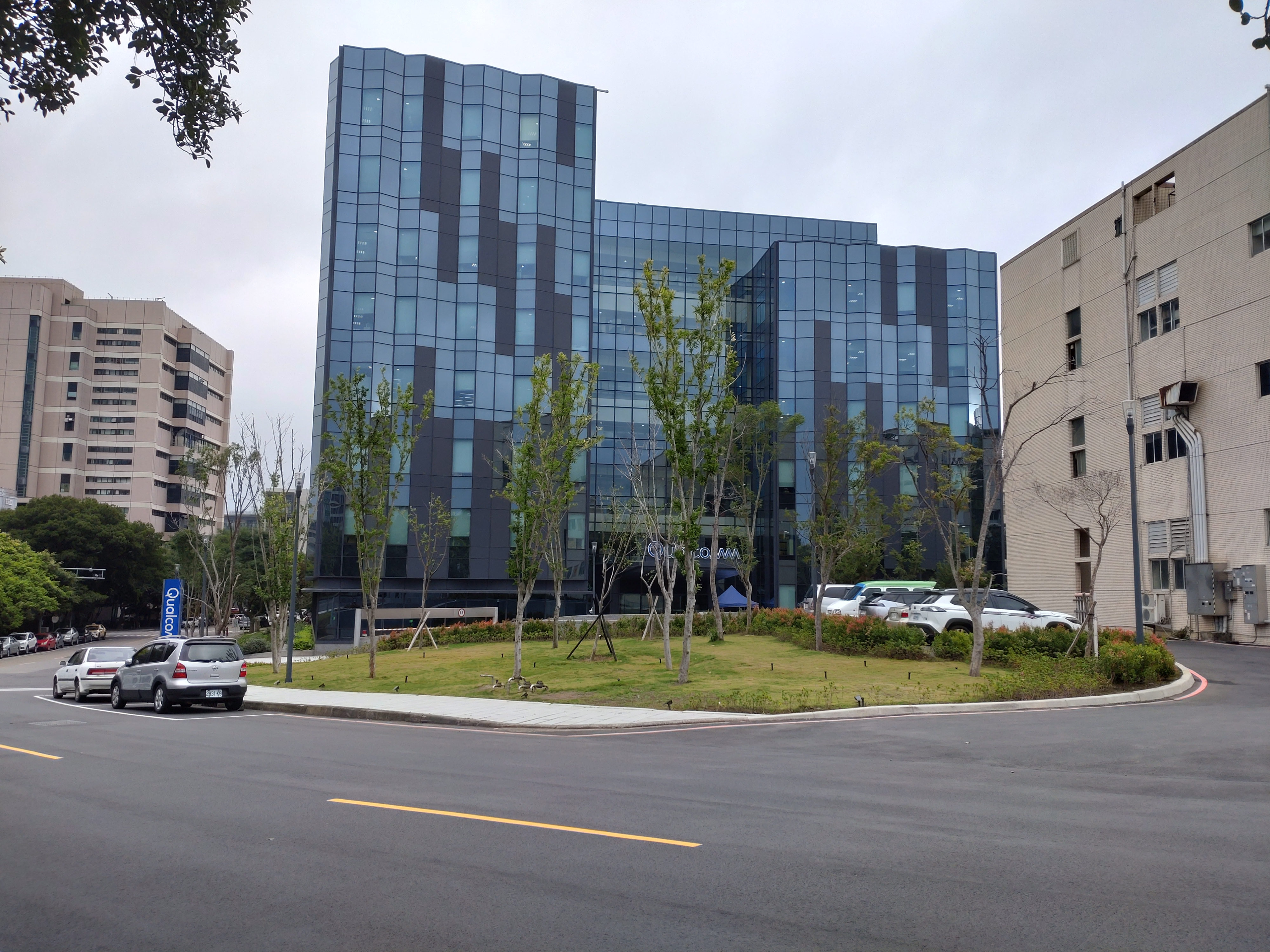
新竹科學園區高通新竹大樓，該公司在美國外唯一自有建物

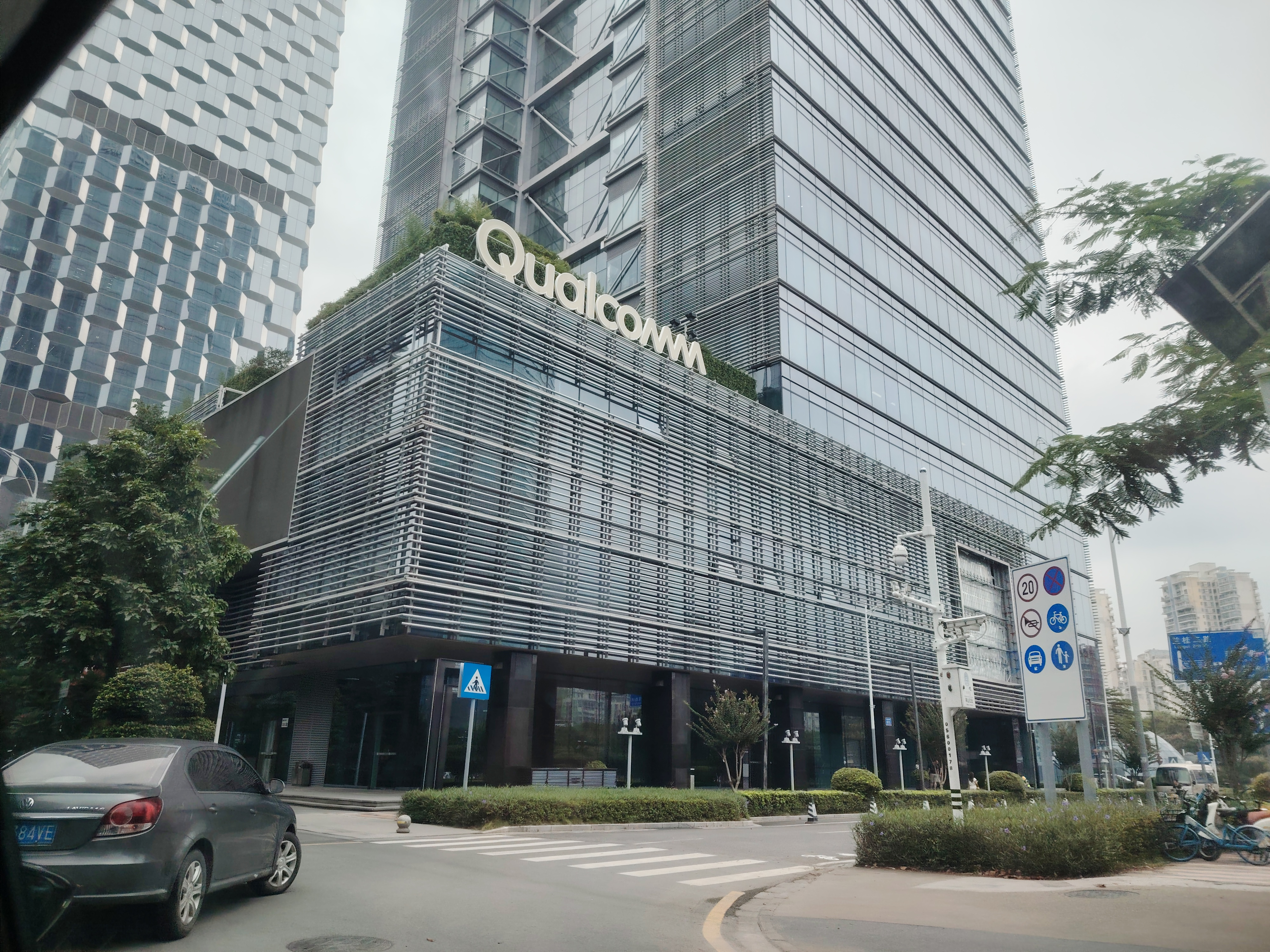
高通深圳分公司

高通公司一直被指有垄断问题，从2007年开始，全球多个国家或地区对其发起反垄断调查。
2005年7月，美国博通公司对高通发起反垄断诉讼，最终达成和解，高通向博通赔付8.91亿美元。
2007年1月，韩国对高通进行反垄断调查，2010年1月，韩国政府对高通处以2.08亿美元的罚款，但高通向首尔法院提起诉讼，最终只能维持原判。2013年，高通向韩国最高法院提起上诉，目前仍在审理中。
2007年10月，欧盟委员会根据诺基亚等六家公司举报对高通进行了反垄断调查，2009年以和解宣布停止调查。2015年7月，欧盟委员会对高通重啟反垄断调查。2018年1月24日，決定對高通處以9.97億歐元的罰款，高通宣布將提起上訴。
2013年11月，中国国家发展改革委员会启动对高通的反垄断调查。2015年2月10日，发改委公布了对高通公司反垄断调查和处罚的结果，责令高通公司停止相关违法行为，处2013年度中国市场销售额8%的罚款，计60.88亿元人民币（折合9.75亿美元），创下《中华人民共和国反垄断法》实施以来的单笔罚款最高纪录。发改委称，高通存在的垄断行为包括收取不公平的高价专利许可费、没有正当理由搭售非无线通信标准必要专利许可、在基带芯片销售中附加不合理条件。对上述结果，高通表示接受，既不申请行政复议，也不提起行政诉讼。有专家称，此次事件对中国大陆的手机价格影响不大。
2015年2月，中華民國行政院公平交易委員會（公平會）立案對高通展開調查。2017年10月11日，公平會宣佈因高通公司違反《公平交易法》第9條第1款規定，將重罰新台幣234億元，是公平會於1991年成立後對單一公司的最高罰鍰。但在2018年8月10日，公平會宣佈基於公共利益，高通案已於智慧財產法院合議庭達成和解，罰金降為高通已繳納的新臺幣27.3億元，其餘200多億元罰款免繳，改以5年期的方案與台灣相關產業在5G的合作。

## 金融
2018財年，高通公司報告虧損48.6億美元，營業額227億美元，比上一財政週期增長2％。高通公司的股票每股交易價格在51美元至75美元之間，其2018財年末的市值估值為1050億美元。根據收入，該公司在財富500強企業名單中排名第133位。
| 年份 | 營業額 （百萬美元） | 净收入 （百萬美元） | 總資產 （百萬美元） | 每股價格 （美元） | 員工人數 |
| ---- | ------------------- | ------------------- | ------------------- | ----------------- | -------- |
| 2005 | 5,673               | 2,143               | 12,479              | 29.88             |          |
| 2006 | 7,526               | 2,470               | 15,208              | 32.55             |          |
| 2007 | 8,871               | 3,303               | 18,495              | 32.06             |          |
| 2008 | 11,142              | 3,160               | 24,712              | 33.65             |          |
| 2009 | 10,387              | 1,592               | 27,445              | 33.74             |          |
| 2010 | 10,982              | 3,247               | 30,572              | 33.70             |          |
| 2011 | 14,957              | 4,260               | 36,422              | 44.79             |          |
| 2012 | 19,121              | 6,109               | 43,012              | 51.29             |          |
| 2013 | 24,866              | 6,853               | 45,516              | 56.80             | 31,000   |
| 2014 | 26,487              | 7,967               | 48,574              | 66.47             | 31,300   |
| 2015 | 25,281              | 5,271               | 50,796              | 56.11             | 33,000   |
| 2016 | 23,554              | 5,705               | 52,359              | 53.33             | 30,500   |
| 2017 | 22,291              | 2,466               | 65,486              | 54.68             | 33,800   |
| 2018 | 22,732              | −4,864              | 32,686              | 63.10             | 35,400   |

## 参看
- 高通驍龍元件列表
- 高通驍龍
- 無線二進位執行環境（Binary Runtime Environment for Wireless）
- 全球二十大半导体厂商
- 圣迭戈信用社体育场（SDCCU Stadium）：1997年至2017年因高通公司冠名贊助而名為「高通體育場」（Qualcomm Stadium）